# Allomyrina
Allomyrina là một chi bọ cánh cứng trong họ Scarabaeidae.

## Các loài
Các loài sau đây được công nhận:
- Allomyrina davidis (Deyrolle & Fairmaire, 1878)
- Allomyrina dichotoma (Linnaeus, 1771)
- Allomyrina kanamorii (Nagai, 2006)
- Allomyrina pfeifferi (Redtenbacher, 1867)